# Nader Joukhadar
Nader Joukhadar (en árabe: نادر جوخدار‎; Siria; 19 de octubre de 1977-Jableh, 6 de febrero de 2023) fue un futbolista y entrenador de fútbol sirio que jugaba en la posición de delantero.
Él fue, junto a su hijo, una de las víctimas fatales del terremoto que afectó a Turquía y Siria el 6 de febrero de 2023 falleciendo durante el mismo.

## Carrera

### Club
| Periodo   | Club             |
| --------- | ---------------- |
| 1996–2001 | Al-Wathba SC     |
| 2001–2003 | Al-Faisaly Amman |
| 2003–2004 | Al-Wathba SC     |
| 2004–2005 | Al-Faisaly Amman |
| 2005–2008 | Al-Wehdat SC     |

### Selección nacional
Jugó para Siria en 14 ocasiones de 1995 a 1997 y anotó nueve goles, y participó en la Copa Asiática 1996.

### Entrenador
Dirigió al Salam Zgharta FC de Líbano de julio a agosto de 2022.

## Logros
- Liga Premier de Jordania: 3

2002-03, 2006-07, 2007-08
- Copa de Jordania: 3

2001, 2002-03, 2004-05
- Copa FA Shield de Jordania: 1

2008
- Supercopa de Jordania: 4

2002, 2004, 2005, 2008
- Copa AFC: 1

2005